# Мансилья, Умберто
Умберто Мансилья Арзола (исп. Humberto Mansilla Arzola; род. 22 мая 1996, Темуко) — чилийский легкоатлет, метатель молота. Участник Олимпийских игр 2020 года, серебряный призёр Панамериканских игр (2019), двукратный серебряный призёр Южноамериканских игр (2018, 2022), чемпион Южной Америки (2021), двукратный серебряный призёр чемпионата Южной Америки (2017, 2019), он также завоевал несколько медалей на региональном уровне, и был многократным чемпионом на молодёжных чемпионатах.

## Достижения
Его личный рекорд в метании молота — 80,21 метра, установленный в 2015 году на Молодёжном Панамериканском чемпионате в Эдмонтоне (молот 6 кг).
Его текущий национальный рекорд — 77,70 м, установленный в его родном городе Темуко, в мае 2021 году.
Он представлял Чили на летних Олимпийских играх 2020 года в Токио.